# Leva sitt liv
Leva sitt liv (franska: Vivre sa vie) är en fransk-dramafilm från 1962 i regi av Jean-Luc Godard.

## Utmärkelser
Filmen vann Juryns stora pris vid Filmfestivalen i Venedig 1962.

## Rollista i urval
- Anna Karina - Nana Keinfrankenheim
- Sady Rebbot - Raoul
- André S. Labarthe - Paul
- Guylaine Schlumberger - bossen
- Monique Messine - Elizabeth
- Paul Pavel - journalisten
- Dimitri Dineff - Dimitri
- Peter Kassovitz - ynglingen
- Éric Schlumberger - Luigi
- Brice Parain - filosofen
- Henri Attal - Arthur
- Gilles Quéant - första kunden
- Odile Geoffroy - servitrisen
- Marcel Charton - polisen